# Tremissis
Tremissis (treći dio solida) u starijoj je numizmatičkoj literaturi zvan triens. Težio je 1,51 grama. I solidus ima dvostruke i višestruke komade koji su također bili ubrajani među medaljone. On je bio standardni novac antike. Pošto se je čistoća njegova zlata stalno održavala a težina ostala nepromijenjena, bio je izvanredno cijenjen kod naroda Istoka sve do Indije i Kine. Pored višestrukih solida kovala je rimska država u IV. i V. stoljeću niz veoma velikih "teških" zlatnika koji su često poslužili kod darivanja i davanja mita barbarskim poglavicama i vladarima. To su novci veći od četverostrukih solida koji su bili teški 20,46 grama pa do 9 solida (teški 40,93 grama).
Počeo ga je kovati Teodozije I. 383. u težini od 1,51 g, dok je prije toga kovan sličan zlatnik s nešto većom težinom (1,70 g) od Konstantina I sve do Gracijana (368. – 383.).